# Dathan Ritzenhein

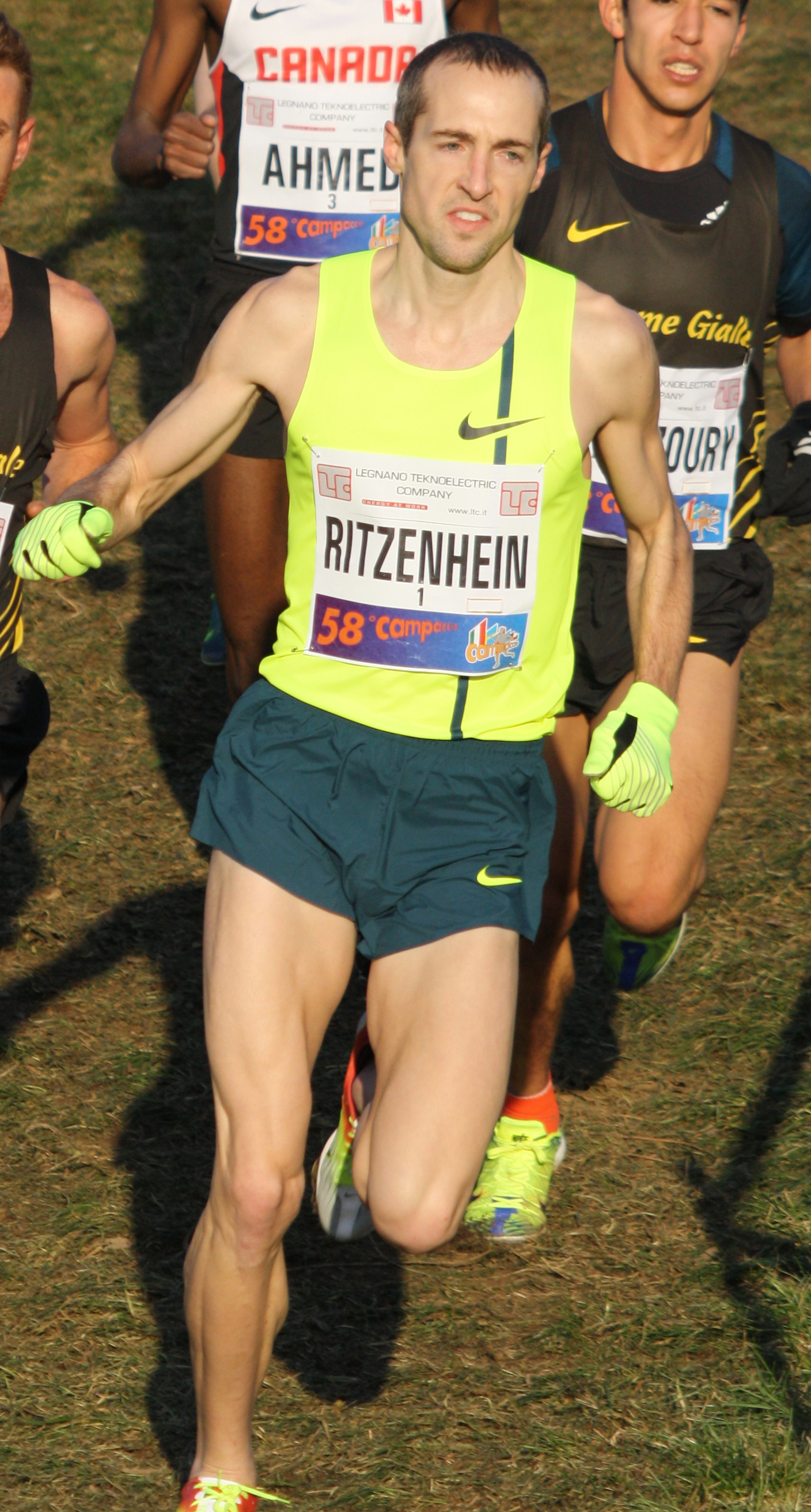
Dathan Ritzenhein pendant le Campaccio en 2015.

Dathan Ritzenhein (né le 30 décembre 1982 à Grand Rapids) est un athlète américain, spécialiste des courses de fond, du cross-country et du marathon.
Le 28 août 2009 il augmente le record d'Amérique du Nord du 5 000 mètres, se classant troisième du Meeting de Zürich avec un temps de 12 min 56 s 26.
Après avoir manqué de peu d'être finaliste du 10 000 m lors des Championnats du monde à Osaka (9e : 28 min 28 s 59), puis lors du marathon des Jeux olympiques à Pékin, 9e : 2 h 11 min 59, il devient finaliste sur 10 000 m à Berlin.

## Marathons
- 9e du Marathons des Jeux olympiques de 2008 à Pékin en 2 h 11 min 59 s
- 8e du Marathon de New York 2010 en 2 h 12 min 33 s

## Records
Ses meilleurs temps sont :
- Deux miles : 8 min 11 s 74 à Eugene, Oregon (10 juin 2007)
- 5 000 m : 12 min 56 s 26 à Zurich (28 août 2009)
- 10 000 m : 27 min 22 s 28 à Berlin (17 août 2009), où il termine 6e de la finale